# V250 (tren)
El V250, también conocido como Albatros o como ETR 700 según la denominación de Trenitalia, es un tren de alta velocidad construido por Ansaldo Breda y diseñado por Pininfarina, que fue diseñado originariamente para operar en las líneas de alta velocidad HSL-Zuid de los Países Bajos y LAV 4 de Bélgica.
Los trenes V250 serían utilizados por NS Hispeed (una empresa formada por la operadora ferroviaria holandesa NS y KLM) y por SNCB para brindar un servicio lanzadera entre las ciudades situadas a lo largo de las líneas de alta velocidad denominado comercialmente "Fyra".
Posteriormente fueron revendidos a Trenitalia, para realizar servicios Frecciargento y actualmente Frecciarossa.

## Historia
El inicio del servicio estaba originalmente programado para el 1 de abril de 2007 , pero los trenes fueron entregados por el fabricante con retraso. Las pruebas comenzaron en 2008 en el circuito de Velim y en abril de 2009 llegó el primer tren a los Países Bajos. A pesar de los mayores tiempos de construcción se encontraron serios problemas técnicos que requirieron el regreso a Italia para nuevas modificaciones.
El funcionamiento regular de los V250 comenzó con el cambio de horario de invierno ocurrido el 9 de diciembre de 2012, pero los problemas técnicos causados aparentemente por la nieve y el hielo no tardaron en presentarse. Esta situación llevó a la suspensión del servicio desde el 17 de enero de 2013.
En los meses siguientes las dos compañías ferroviarias formaron una comisión que planteaba la existencia de serias deficiencias constructivas y problemas de corrosión de materiales. Ante esta situación la compañía belga SNCB decidió rescindir el contrato y solicitar una indemnización, mientras que el gobierno neerlandés designó una comisión de investigación.
AnsaldoBreda rechazó las acusaciones en un comunicado de prensa oficial del 4 de junio de 2013 publicado por la prensa especializada e indicó que quería emprender acciones legales. En particular el fabricante recordó que el tren había sido certificado como "aceptable" por NS y terceros y las agencias de seguridad ferroviaria neerlandesa y belga. Además el fabricante señaló que el inconveniente del 17 de enero fue causado por el incumplimiento de las normas de uso emitidas por el fabricante para el tráfico en caso de condiciones climáticas adversas.
En septiembre de 2013 un informe preparado por la agencia independiente Mott MacMedonald, encargado por los propios clientes, afirma que el V250 cumple con las especificaciones técnicas solicitadas por NS y que los problemas técnicos encontrados no son de gran importancia a tal punto que en 17 meses los trenes podrían pasar de calidad "aceptable" a "buena". NS, sin embargo, no está de acuerdo en la reconstrucción de los eventos y se niega a proporcionar inicialmente el informe al fabricante y le pide al juez que los datos de las pruebas realizadas no formen parte de los procedimientos.
En 2014 AnsaldoBreda consiguió el reintegro por parte de NS de los 16 trenes ordenados (9 ya en funcionamiento) a cambio de la devolución de los 125 millones de euros pagados por la compra, además NS tendría derecho a un monto adicional de 3,5 millones de euros por cada tren que AnsaldoBreda pudiera revender a otros operadores (hasta un monto máximo de 21 millones). Por su parte NS afirmó haber sufrido una pérdida de 88 millones de euros por la no llegada de los restantes 7 trenes a los que se agregaron otros 159 millones de euros para el fracaso del servicio "Fyra". Sin embargo, como no se probó la "causalidad" el juicio se cerró a favor de AnsaldoBreda.
Un acuerdo similar se alcanzó con SNCB (Ferrocarriles belgas) por el cual AnsaldoBreda rescindió el contrato gracias a un pago de 2,5 millones de euros que también finalizó los reclamos judiciales contra la empresa italiana.

## Reventa a "Trenitalia"

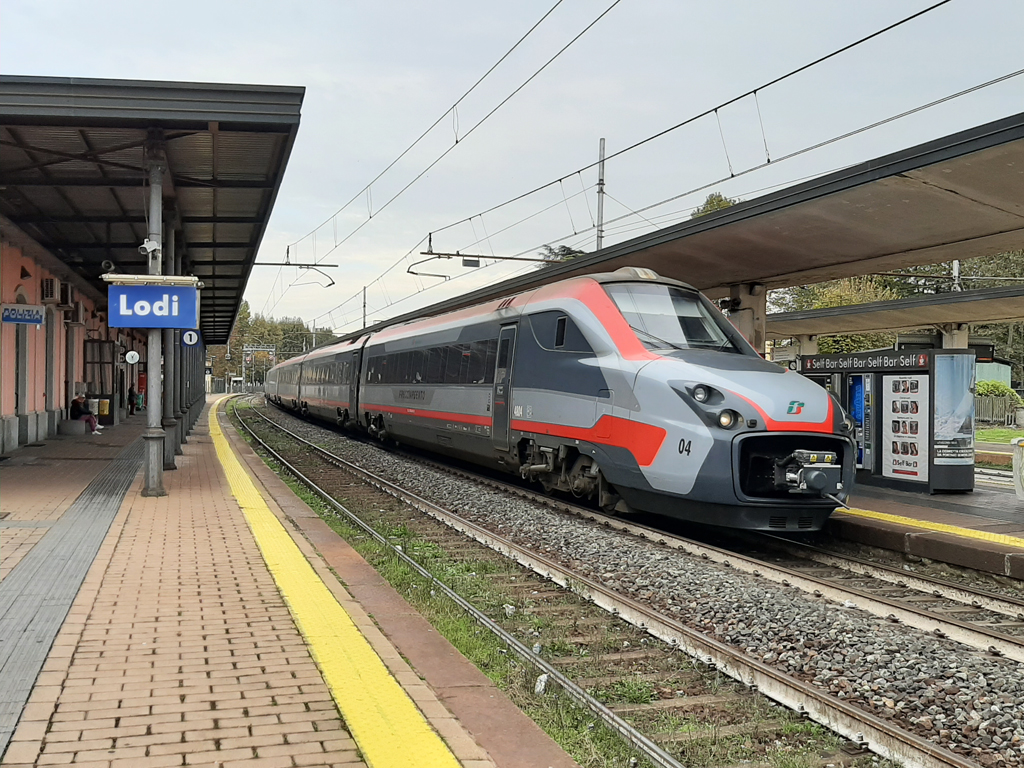
ETR 700 in Lodi

En agosto de 2017 se formalizó la venta de las 19 unidades V250 a Trenitalia, contrato que también prevé el mantenimiento de los trenes durante 5 años con la opción de extender el mantenimiento otros 5 años por Trenitalia. De los 19 trenes está previsto que 17 se destinen a la prestación de servicios comerciales y los dos restantes sean utilizados como fuente de repuestos.
Los trenes fueron rebautizados por Trenitalia como ETR 700 y se programó su utilización a partir de 2019 para servicios "Frecciargento".
Desde de mediados de 2019 las primeras unidades comenzaron a prestar servicios comerciales para Trenitalia previéndose la incorporación paulatina para hasta completar la puesta en servicio de las 17 unidades.
Actualmente forman parte de la flota para servicios Frecciarossa.